# تپه کلات پیشین
تپه کلات پیشین مربوط به هزاره سوم قبل از میلاد - سده‌های متاخر دوران‌های تاریخی پس از اسلام است و در شهرستان سرباز، بخش پیشین، جنوب دهستان پیشین واقع شده و این اثر در تاریخ ۲۷ اسفند ۱۳۸۷ با شمارهٔ ثبت ۲۶۵۱۹ به‌عنوان یکی از آثار ملی ایران به ثبت رسیده است.